# R5 (hudební skupina)
R5 je americká pop-rocková skupina, vytvořená v Los Angeles v Kalifornii v roce 2009. Členové jsou Ross Lynch, Riker Lynch, Rocky Lynch, Rydel Lynch a Ellington Ratliff.
V březnu 2010 vydali EP Ready Set Rock. Druhé EP Loud bylo vydáno 19. února 2013. Hlavní singl „Loud" se později objevil na jejich prvním albu Louder, které bylo vydáno 24. září 2013. Druhý singl „Pass Me By" měl premiéru na Radio Disney 16. srpna a hudební video mělo premiéru na stanici Disney Channel. Třetí singl „(I Can't) Forget About You" mělo premiéru 25. prosince 2013 a dostal se na 47. místo žebříčku Billboard Digitální popové písničky. Čtvrtý singl „One Last Dance" měl premiéru 29. května 2014.
Třetí EP Heart Made Up on You bylo vydáno v červenci 2014. V listopadu vydali první singl „Smile". V únoru 2015 vydali song „Let's Not Be Alone Tonight". 6. dubna 2015 skupina oznámila, že jejich druhé studiové album Sometime Last Night bude vydáno 10. července 2015. 1. června 2015 vydali třetí singl „All Night".

## Kariéra

### 2009–11 Vytvoření aReady Set Rock

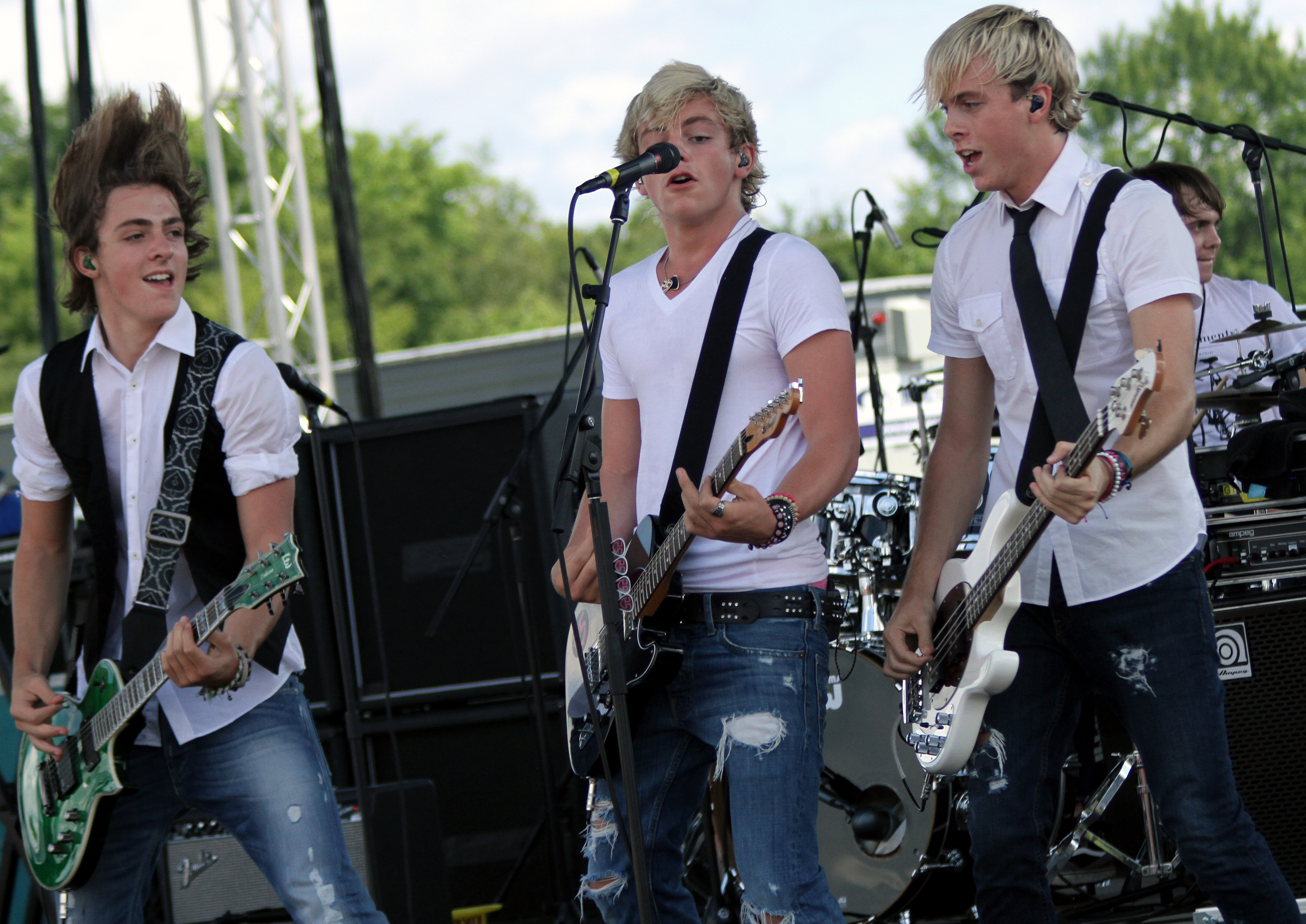
Rocky, Ross a RIker na R5 West Coast turné v roce2012

Skupina R5 byla vytvořena ze skupiny sourozenců, kteří vyrostli v Littleton v Coloradu: Riker Lynch, Rocky Lynch, Ross Lynch a Rydel Lynch a z jejich kamaráda Ellington Ratliffa z Wisconsinu. Když Lynchova rodina žila v Coloradu, navštěvovali uměleckou školu a za vystoupení pro rodinu u nich doma si účtovali jeden dolar. V roce 2008 se Riker v 16 letech rozhodl přestěhovat za hereckou kariérou do Los Angeles. Přestěhovala se s ním i celá rodina, aby mohli být spolu. Rocky se začal učit hrát na kytaru prostřednictvím YouTube a naučil to i Rosse a Rikera.
Bratrové byli členové tanečního týmu The Rage Boyz Crew v televizní show Umíte tančit? v roce 2009. Ellington Ratliff se ke skupině připojil a začal hrát na bicí, Rydel se ujala piána/keyboardu a vzniklo R5. Začali nahrávat YouTube seriál R5 TV, což jim pomohlo získat fanoušky a dočkali se přes 4 miliony zhlédnutí.
4. září 2010 mělo premiéru hudební video, které sami vytvořili k písničce „Can't Get Enough of You". Skupina sama vydala 9. března 2010 EP nazvané Ready Set Rock, které se skládá převážně z písniček napsané Rikerem, Rockym, Rydel a koučem skupiny E-Vegou a Mauli B. EP produkoval E-Vega. Vystupovali po městech v Kalifornii, včetně Orange Country a San Diega.

### 2012–14:LoudaLouderaHeart Made Up On You

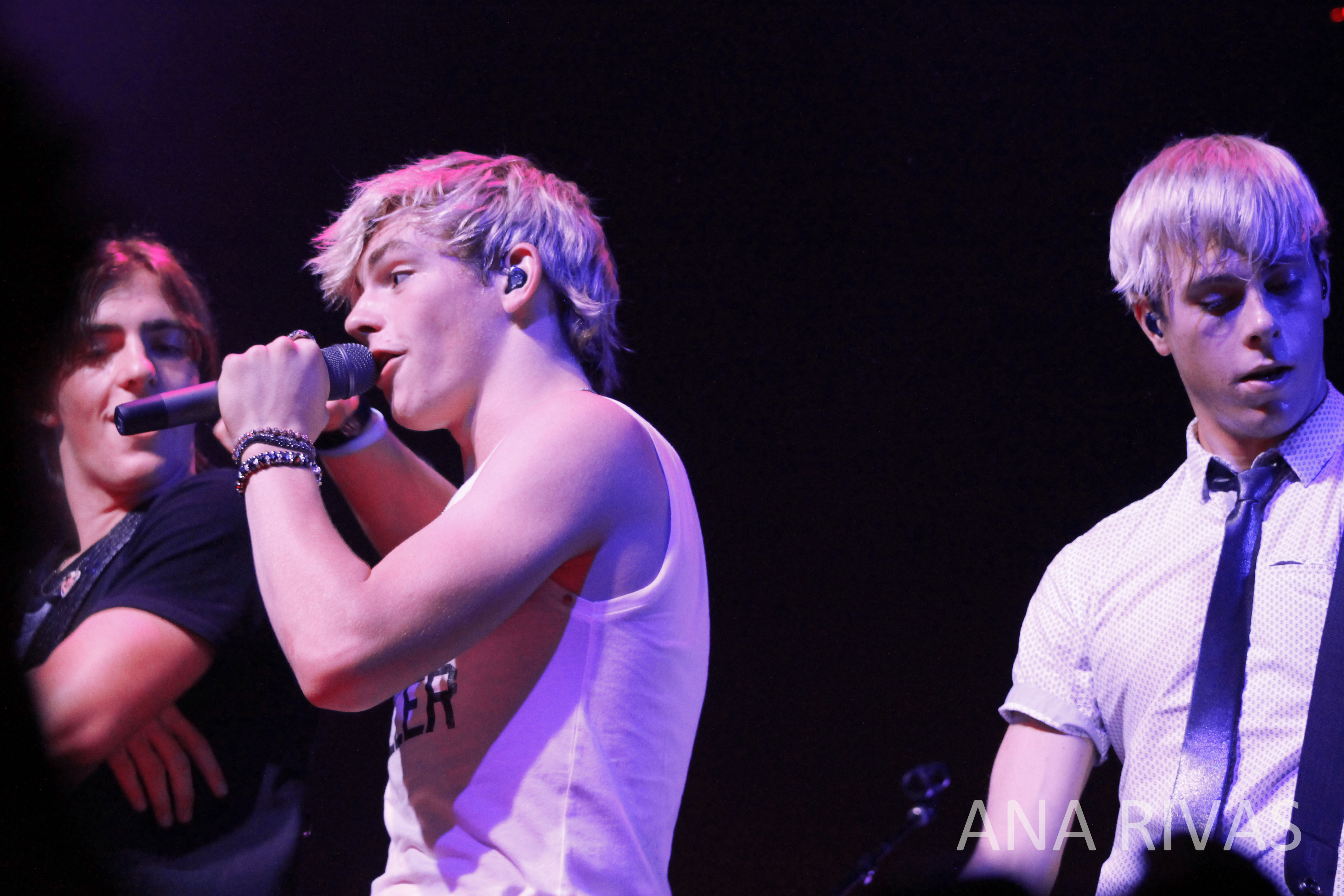
Rocky, Ross a Riker v roce 2013

V dubnu 2012 skupina prostřednictvím jejich internetové stránky prozradila, že podepsala nahrávací smlouvu s Hollywood Records a v květnu plánují vyjet na jejich první turné. EP se umístilo na 3. místě iTunes žebříčku v prvních 24 hodiních od vydání. Písnička „Loud" se stala jejich prvním singlem a měla premiéru na Radio Disney 16. srpna 2013. Písnička „Pass Me By" byla digitálně vydána 20. srpna 2013 a byla dostupná ke stažení před vydáním jejich debutové alba Louder. Album bylo vydáno 24. září 2013 a vyšplhalo se na 2. místě iTunes žebříčku. 25. prosince 2013 měl premiéru druhý singl z alba „(I Can't) Forget About You" a krátce poté byl zveřejněn hudební videoklip.
5. února 2014 se skupina vydala na první část světové turné do Varšavy v Polsku. Skupina se dále vydala do několika měst po Evropě v: Norsku, Švédsku, Dánsku, Německu, Nizozemsku, Belgii, Itálii, Španělsku, Francii, Anglii, Skotsku a Irsku. Skupina téhož roku vystoupila na velikonoční akci pořádanou Bílým domem ve Washingtonu D.C. a na předávání cen Radio Disney Music Awards. V dubnu 2014 vystoupili v populární rádiové show On Air with Ryan Seacrest a bylo uvěřejněno, že skupina se objeví na Wango Tango hudebním festivalu. 9. června 2014 skupina vydala videoklip k písničce „Rock That Rock". Třetí EP nazvané Heart Made Up on You bylo vydáno 22. července 2014 a skládalo se z písniček „Heart Made Up On You," „Things Are Looking Up," „Easy Love," a „Stay With Me".

### 2015–současnost:Sometime Last Night

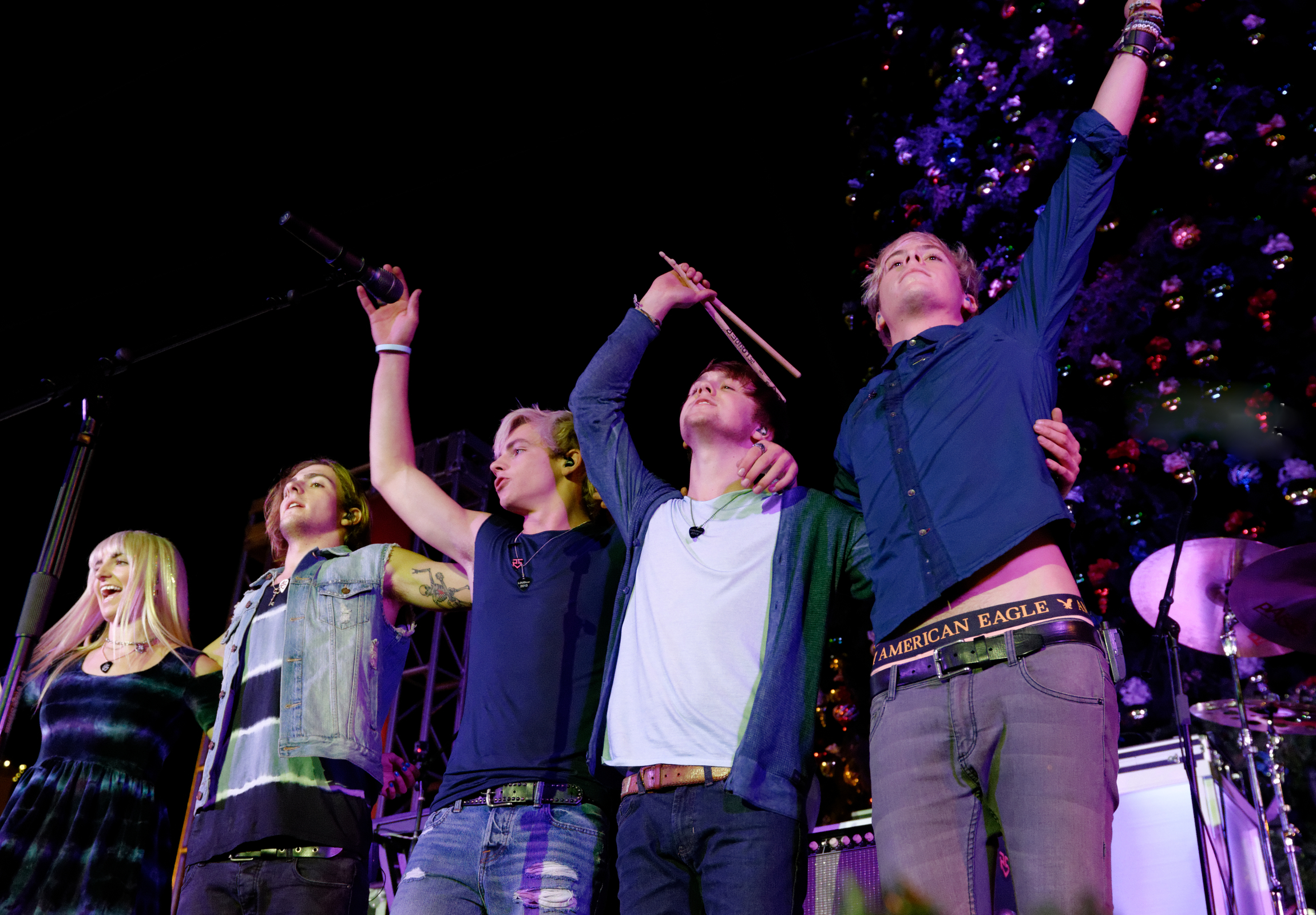
R5 vystupuje ve městě Commerce v Kalifornii.

R5 oznámilo vydání druhého studiového alba na rok 2015. V listopadu vydali první singl z alba „Smile", se kterým vystoupili na před-show American Music Awards. „Let's Not Be Alone Tonight" je druhým singlem z alba, který byl vydán 13. února 2015. V červnu vystoupili v show Jimmyho Kimmela.
6. dubna 2015 zveřejnili první část turné, které bude sloužit jako promo k druhému studiovému albu Sometime Last Night. Turné skončí 15. března 2016 v Tulsa v Brady Theater. 29. září 2015 skupina vystoupila v Praze v Lucerna Music Bar.
V roce 2017 vydali další album s názvem New Addictions. A v rámci turné byla kapela znovu v Praze, ale tentokrát v Roxy club. V květnu roku 2018 fanoušci poznali, že něco není v pořádku. Měli pravdu. R5 totiž oznámili pauzu. Rydel se věnuje módě a Riker má svou vlastní Talk show. Dále pokračují jen Ross a Rocky, kteří odstartovali vlastní projekt The Driver Era (Driveři). A už vydali svůj singel s názvem „Preacher Man".

## Členové

### Ross Lynch
Ross Shor Lynch se narodil 29. prosince 1995 v Littletonu v Coloradu. Hraje na piáno, bicí a kytaru. V roce 2011 se začal objevovat v hlavní roli Austina v seriálu Austin a Ally na Disney Channel. Na začátku 2012 začal pracovat na Disney originálním filmu Film mých snů. V roce 2015 mělo premiéru filmové pokračování Film mých snů 2.

### Riker Lynch
Riker Anthony Lynch se narodil 8. listopadu 1991 v Littletonu v Coloradu. Objevil se v seriálu Glee, jako.student Daltonské akademie Jeff. V roce 2011 také vyjel s obsazením seriálu na turné Glee Live! In Concert, které probíhalo od května do července 2011 po Spojených státech, Kanadě, Anglii a Irsku. V roce 2015 se zúčastnil taneční soutěže Dancing with the Stars, ve které skončil na druhém místě.

### Rocky Lynch
Rocky Mark Lynch se narodil 1. listopadu 1994 v Littletonu v Coloradu. Je kytaristou skupiny. Sám sen naučil hrát na kytaru a poté to naučil své bratry. Objevil se v seriálu Weddign Band jako Justa Crush v roce 2013.

### Rydel Lynch
Rydel Mary Lynch se narodila 9. srpna 1993 v Littletonu v Coloradu. První roli si zahrála ve filmu Sunday School Musical v roce 2008. Ve filmu School Gyris se objevila po boku svého bratra Rikera. Zahrála si v pilotní epizodě seriálu Bunheads.

### Ellington Ratliff
Ellington Ratliff se narodil 14. dubna 1993 ve Wisconsinu. S Rikerem Lynchem a jeho rodinou se seznámil v tanečním studiu v Kalfiornii. V roce 2001 se objevil ve filmu All You Need. Objevil se v epizodě seriálu Eastwick a v Nickelodeon seriálu V jako Victoria.

## Diskografie
- Louder (2013)
- Sometime Last Night (2015)
- New Addictions (2017)

## Koncertní turné

### Hlavní
- West Coast Tour (2012)
- East Coast Tour (2012)
- Loud Tour (2013)
- Louder World Tour (2013–14)
- Live on Tour (2014)
- Sometime Last Night Tour (2015–16)
- New Addictions (2017)